# Ollie Johnston
Oliver "Ollie" Johnston, född 31 oktober 1912, död 14 april 2008, var en amerikansk animatör som jobbade för Walt Disney och var den siste överlevande i gruppen Disney's Nine Old Men. Johnston var ena halvan av animatörduon Frank & Ollie, i vilken han samarbetade med Frank Thomas. 
Medverkade till filmer som Snövit, Pinocchio och Bambi. Den allra sista var Micke och Molle (1981).

## Animationsarbete av Johnston
- Snövit och de sju dvärgarna - Animatörassistent
- Pinocchio - Pinocchio
- Fantasia – Amoriner och kentaurer i "Pastoral Symfonin"
- Bambi - Bambi, Stampe
- The Three Caballeros - Den flygande åsnan (The Flying Gauchito), Kalle Anka, tuppen Panchito, Jose Carioca
- Spela för mig - "Casey at the Bat", "Peter och vargen"
- Sången om Södern – Bror Kanin, Bror Räv, Bror Björn
- Jag spelar för dig - Johnny Appleseed och Johnny Guardian Angel i "Johnny Appleseed", "Little Toot"
- The Adventures of Ichabod and Mr Toad - Ratty, Moley, MacBadger, Trial scen, Ichabod Crane, Brom Bones, Katrina
- Askungen – Lakejen och styvsystrarna.
- Alice i Underlandet - Alice, Hjärter Kung
- Peter Pan - Smee
- Lady och Lufsen - Lady, Jock, Trofast
- Törnrosa – De tre goda feerna
- Pongo och de 101 dalmatinerna - Pongo, Perdita, valpar, Nanny Cook
- Svärdet i stenen - Wart, Merlin, Archimedes
- Djungelboken - Mowgli, Baloo, Bagheera
- The Aristocats - Hertiginnan, Thomas O'Malley, Kattungarna, Amelia, Abigail, farbror Waldo
- Robin Hood - Prins John, Sir Hiss, Robin Hood, Lille John, Jungfru Marian
- filmen om Nalle Puh - Nalle Puh, Nasse, Kanin, Kängu, Ru
- Bernard och Bianca - Bernard, Bianca, ordförande, katten Rufus, Penny, albatrossen Orvil
- Micke och Molle - Unge Tod och Copper

Obs: När dessa filmer producerades var det vanligt att en animatör tecknade samtliga figurer som framträdde samtidigt.